# سورا، لاتزیو
سورا، لاتزیو (به ایتالیایی: Sora) یک کومونه در ایتالیا است که در استان فروزینونه واقع شده‌است.

## خصوصیات
سورا ۷۱ کیلومترمربع مساحت و ۲۸٬۵۰۰ نفر جمعیت دارد و ۳۰۰ متر بالاتر از سطح دریا واقع شده‌است.

## خواهرخوانده
شهرهای وان و اتی مون خواهرخوانده‌های سورا هستند.

## نگارخانه

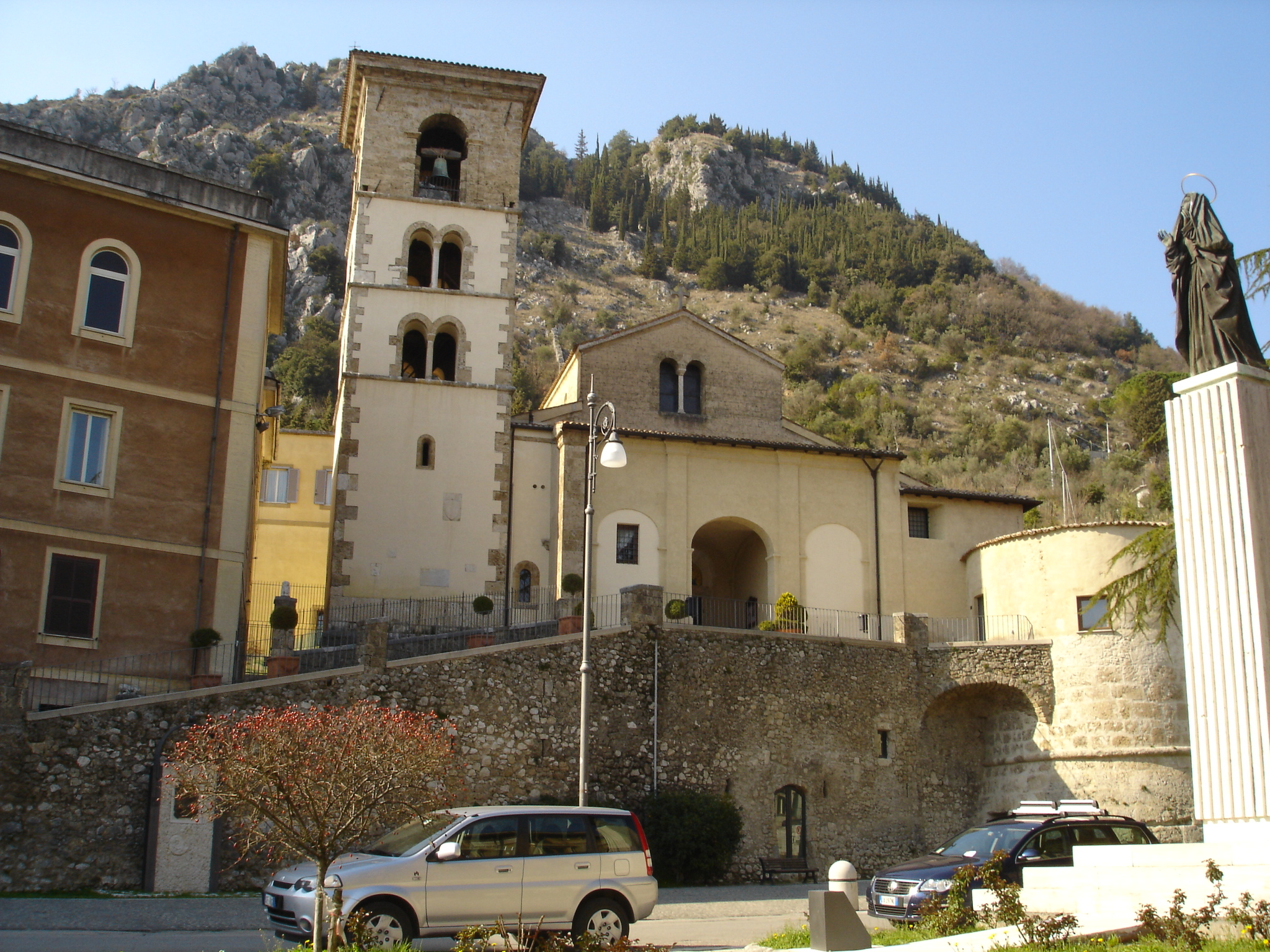
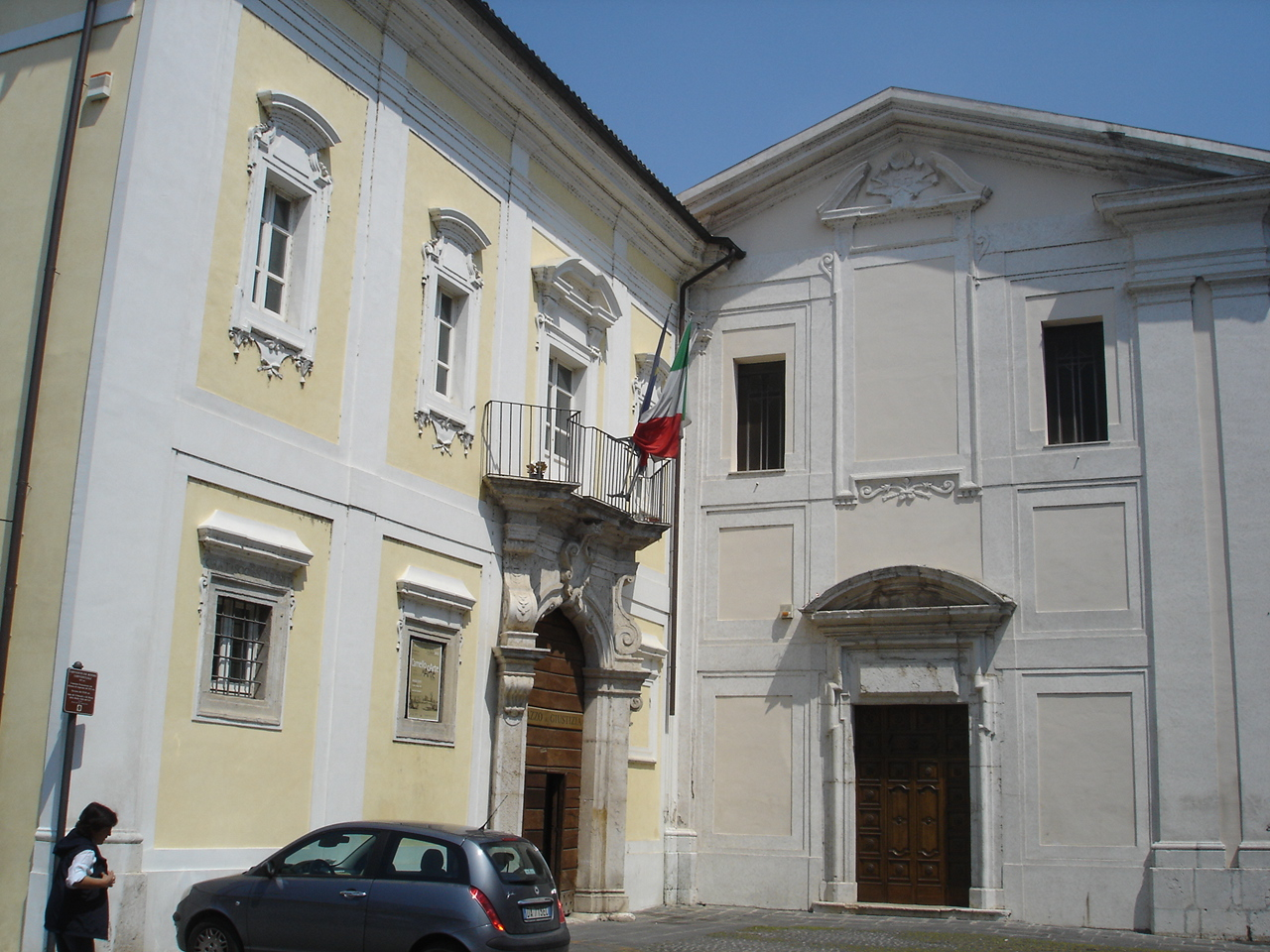
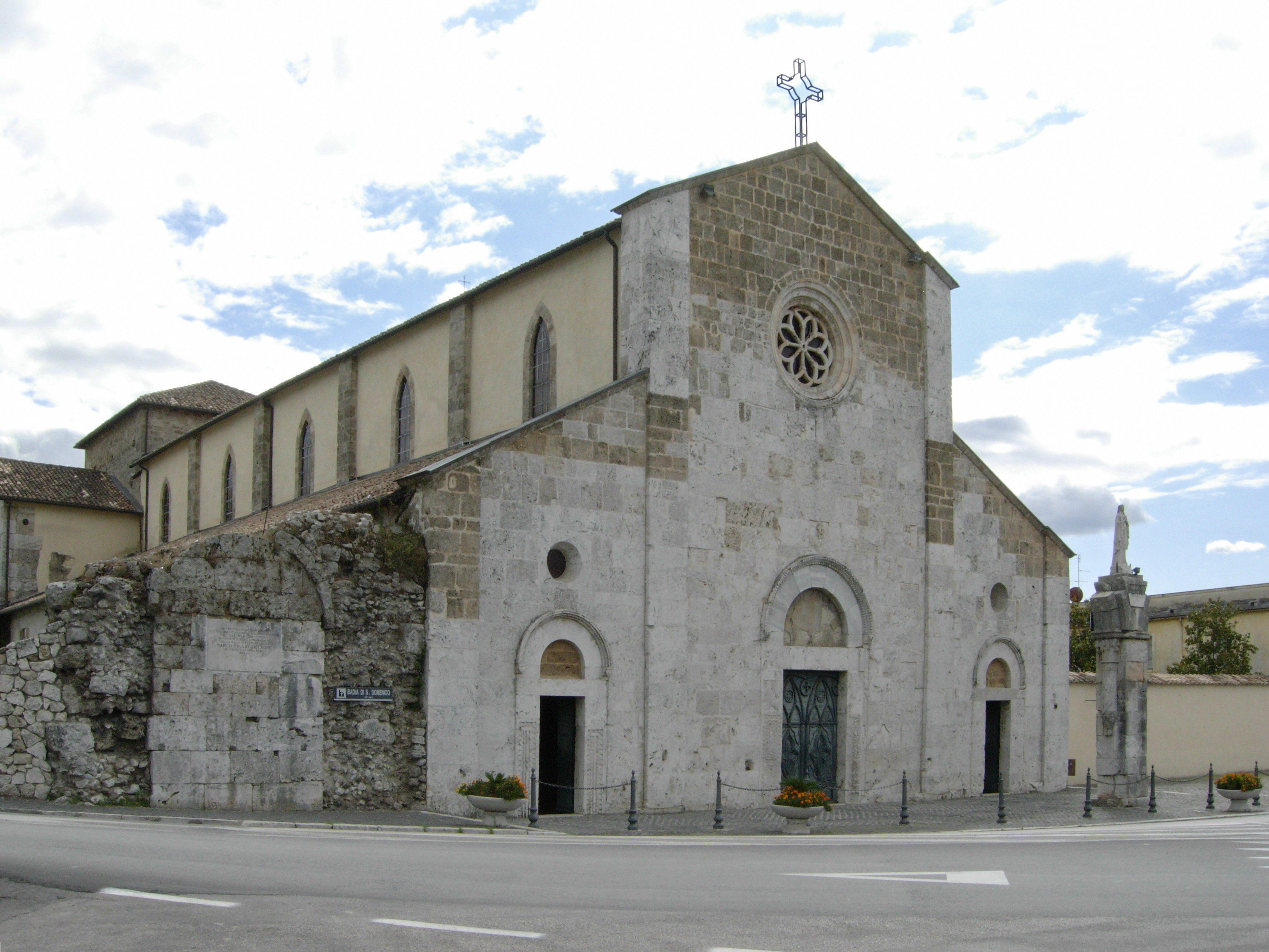
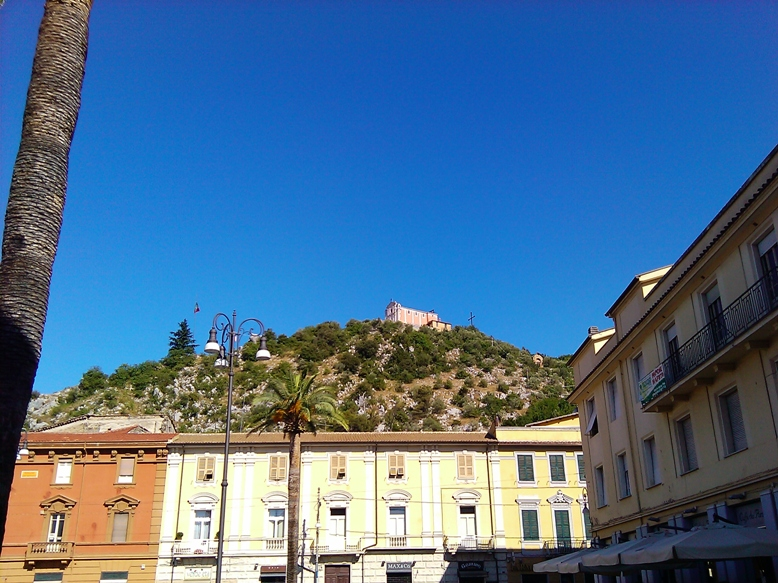